# دانشکده علوم دانشگاه رازی
دانشکده علوم دانشگاه رازی یکی از دانشکده‌های زیرمجموعۀ‌ دانشگاه رازی است که در شهر کرمانشاه فعالیت می‌کند. در این دانشکده رشته‌های علوم پایه ارائه می‌شود. دانشکدۀ علوم دانشگاه رازی همچون دیگر دانشکده‌های این دانشگاه زیر نظر وزارت علوم، تحقیقات و فناوری جمهوری اسلامی ایران قرار دارد. این دانشگاه در سال ۱۳۵۱ تأسیس شد و قدیمی‌ترین دانشکدۀ دانشگاه رازی به شمار می‌آید.

## تاریخچه
در سال ۱۳۵۱ با نام «دانشکده علوم کرمانشاهان» تأسیس شد و با پذیرش ۲۰۰ دانشجو در چهار رشتۀ فیزیک، شیمی، زیست‌شناسی و ریاضی موجودیت خود را آغاز نمود. ریاست این واحد آموزشی در آن زمان بر عهدۀ فریدون معتمد وزیری بود. نخستین گروه علمی دانشکده گروه فیزیک بود که فعالیت خود را با تنها یک عضو هیئت علمی ثابت یعنی عبدالعلی گویا آغاز کرد. در آن زمان ۵ عضو هیئت علمی دیگر به صورت مهمان از دانشگاه تهران با گروه فیزیک همکاری می‌کردند.
در سال ۱۳۵۳ نام دانشکده به دانشگاه رازی تغییر یافت. در سال ۱۳۷۴ رشتۀ آمار نیز به گروه‌های علمی دانشکدۀ‌علوم اضافه شد. همچنین در اسفند سال ۱۳۸۷ دانشکده شیمی از دانشکده علوم تفکیک گردید. در حال حاضر چهار رشتۀ فیزیک، زیست‌شناسی، ریاضی و آمار در دانشکدۀ علوم دانشگاه رازی فعال است و در هر ۴ رشته پذیرش دانشجو در مقاطع کارشناسی، کارشناسی ارشد و دکتری صورت می‌گیرد.

## کتابخانه
دانشکدۀ علوم دانشگاه رازی پیش‌تر دارای یک کتابخانۀ جداگانه به نام «کتابخانۀ دکتر عبدالعلی گویا» بود. این کتابخانه که در سال ۱۳۷۳ در زمینی به مساحت ۳۵۰ متر مربع تأسیس شده‌بود،‌ دارای ۱۴۰۷۴ جلد کتاب (شامل ۹۰۲۴ جلد کتاب فارسی و عربی و ۵۰۵۱ جلد کتاب لاتین) و اشتراک ادواری ۶۰ عنوان نشریه بود و در سال ۱۳۹۴ در کتابخانۀ‌ مرکزی دانشگاه رازی ادغام شد.

## ریاست دانشگاه و هیئت علمی
دانشکدۀ علوم دانشگاه رازی ۷۹ نفر استاد عضو هیئت علمی دارد. همچنین ریاست دانشکده را هم‌اکنون نامدار یوسفند بر عهده دارد.

## رؤسای دانشکده از ابتدا
- عبدالعلی گویا
- محمدمهدی خدایی
- موسوی موحدی
- محمدمهدی کارخانه‌چی
- سید محمد الهی
- احمد گلزاری اسکویی
- سید محسن شهرتاش
- سیدرضا هاشمی
- عبدالرضا سیاره
- رستم مرادیان
- کیوان امینی، (۱۴۰۰-۱۳۹۵)[۶]
- نامدار یوسفوند، (دی‌ماه ۱۴۰۰ - تاکنون)

## مقاطع تحصیلی و گروه‌های آموزشی
هم‌اکنون ۴ رشتۀ فیزیک، زیست‌شناسی، ریاضی و آمار در دانشکدۀ‌ علوم دانشگاه رازی فعال است و در سه مقطع کارشناسی،‌ کارشناسی ارشد و دکترا دانشجو می‌پذیرد.

### آمار
گروه آمار در سال ۱۳۷۴ شمسی (۱۹۹۵ میلادی) تاسیس، تا سال ۱۳۷۷ با گروه ریاضی به طور مشترک و از آن سال به بعد تحت عنوان گروه آمار و به طور مستقل به کار خود ادامه داده است. گروه آمار دانشگاه رازی با سابقه‌ترین گروه آمار در بین دانشگاه‌های غرب کشور و یکی از فعال‌ترین گروه‌های آمار ایران است. در این گروه دانشجویان در مقاطع کارشناسی آمار و کاربردها، کارشناسی ارشد آمار محض و دکترا آمار مشغول به تحصیل هستند.در سال ۱۳۹۷ گرایش آمار اقتصادی در مقطع کارشناسی ارشد دایر گردید ودر حال حاضر دانشجویان مشغول به تحصیل هستند. دایر کردن دوره کارشناسی ارشد با گرایش‌های  بیم سنجی و علم داده جزو برنامه‌های آتی گروه است. در حال حاضر ۹ عضو هیئت علمی با گرایش‌های متنوعی شامل استنباط، احتمال، آماره‌های ترتیبی، قابلیت اعتماد، مدل‌های خطی، نظریه صف، طرح‌های بهینه‌، آمار بیزی و بیز ناپارامتری، نمونه‌گیری و فرایندهای نقطه‌ای در این گروه حضور دارند و از این لحاظ گزینه‌ای مناسب جهت ادامه تحصیل در دوره تحصیلات تکمیلی برای دانشجویان داخل و کشورهای همسایه است.
- کارشناسی: آمار و کاربردها
- کارشناسی: ارشد گرایش آمار ریاضی
- دکترا: گرایش آمار ریاضی

### ریاضی
گروه ریاضی دانشگاه رازی در بهمن ماه ۱۳۵۱ همزمان با تأسیس دانشکده علوم شکل گرفت و کار خود را با دو عضو هیأت علمی آغاز کرد. در ترم بعد این تعداد به سه عضو هیأت علمی ثابت و یک عضو پاره وقت افزایش یافت. این گروه در آغاز کار خود را با پذیریش حدود ۴۵ نفر دانشجو در مقطع کارشناسی شروع کرد. سپس در سال ۱۳۷۹ درگرایش ریاضی کاربردی نیز اقدام به پذیرش دانشجو کرد. در طی سالهای بعد با توجه به ارتقاء کمی و کیفی اعضای هیأت علمی در سال ۱۳۸۱ قادر به پذیرش دانشجوی کارشناسی ارشد شد که با پذیرش ۴ نفر در آن سال فعالیت خود را برای اولین بار در مقطع تحصیلات تکمیلی شروع نمود. گروه ریاضی در سال ۱۳۹۰ برای نخستین بار اقدام به پذیریش دانشجوی دکتری کرد.
- کارشناسی: ریاضیات و کاربردها
- کارشناسی: علوم کامپیوتر
- کارشناسی ارشد: ریاضی محض
- کارشناسی ارشد: ریاضی کاربردی
- کارشناسی ارشد: علوم کامپیوتر
- دکتری: آنالیز
- دکتری: جبر
- دکتری: بهینه‌سازی
- دکتری: آنالیز عددی
- دکتری: سیستم‌های دینامیکی

### زیست‌‌شناسی
گروه زیست شناسی در بهمن ماه سال ۱۳۵۱ در ساختمان قدیم دانشکده علوم با پذیرش ۵۰ دانشجوی زیست شناسی عمومی آغاز به کار کرد. اساتید اولیه و موسس گروه زیست شناسی عبارت بودند از: آقای امیرافشاری، آقای جلالی، آقای راهی، آقای صفایی شیرازی، خانم مختاری، آقای مصطفوی، آقای وحدت و آقای وزیری. در سال های بعد با افزایش تعداد اعضای هیات علمی، تعداد دانشجویان و نیز مقاطع تحصیلی افزایش یافت. در حال حاضر، گروه زیست شناسی در ۳ گرایش مقطع کارشناسی، ۸ گرایش مقطع کارشناسی ارشد و ۴ گرایش دکتری تخصصی دارای بیش از ۶۰۰ دانشجوی زیست شناسی می باشد.
- کارشناسی: زیست‌شناسی عمومی
- کارشناسی: زیست‌شناسی جانوری
- کارشناسی: زیست‌شناسی گیاهی
- کارشناسی ارشد: اکولوژی سلولی و ملکولی
- کارشناسی ارشد: فیزیولوژی گیاهی
- کارشناسی ارشد: فیزیولوژی جانوری
- کارشناسی ارشد: بیوسیستماتیک جانوری
- کارشناسی ارشد: زیست‌شناسی تکوینی

### فیزیک
گروه فیزیک دانشکدۀ علوم پایۀ دانشگاه رازی کرمانشاه فعالیت خود را از سال ۱۳۵۱ با پذیرش ۴۰ دانشجو در مقطع کارشناسی آغاز کرد. در آن زمان گروه فیزیک دارای یک عضو هیئت علمی ثابت (عبدالعلی گویا) بود و پنج عضو هیئت علمی نیز از دانشگاه تهران با این گروه همکاری می‌کردند. از سال ۱۳۷۱ گروه فیزیک اقدام به پذیرش دانشجو در مقطع کارشناسی ارشد نمود و از سال ۱۳۸۱ پذیرش دانشجو در مقطع دکتری نیز آغاز شد. در حال حاضر، گروه فیزیک دانشگاه رازی با داشتن دو پژوهشکده، آزمایشگاه‌های آموزشی و تحقیقاتی و همچنین ۲۲ عضوهیئت علمی در گرایش‌های حالت جامد، نظری، ذرات بنیادی، هسته‌ای، اتمی مولکولی، هواشناسی و ژئو فیزیک به فعالیت خود ادامه می‌دهد.
- کارشناسی: حالت جامد
- کارشناسی: هسته‌ای
- کارشناسی: اتمی ملکولی
- کارشناسی: هواشناسی
- کارشناسی ارشد: ژئوفیزیک
- کارشناسی ارشد: ذرات بنیادی
- کارشناسی ارشد: حالت جامد
- کارشناسی ارشد: نانو فیزیک
- کارشناسی ارشد: هسته‌ای
- کارشناسی ارشد: اتمی ملکولی
- کارشناسی ارشد: نظری
- دکتری: نظری
- دکتری: ذرات بنیادی
- دکتری: حالت جامد